# Dryinus harpax
Dryinus harpax (лат.) — вид ос рода Dryinus из семейства Dryinidae (Dryininae). Центральная Америка: Коста-Рика.

## Описание
Относительно крупные осы-дрииниды, длина тела 10—13 мм (самый крупный вид семейства). Голова полностью бурая; антенны коричневые; проплеврон бурый, кроме вентральной стороны частично чёрный; остальная часть мезосомы чёрная; метасома коричневая; ноги коричнево-чёрные. Антенны булавовидные; усиковые сегменты в следующих пропорциях: 8:3:40:14:10:7:5:4.5:4:5; ринарии присутствуют на 5—10 сегментах антенн. Голова сильно выемчатая, с необычно выпуклым глазом, лицо и темя блестящие, сильно скульптурированы многочисленными параллельными продольными килями, между килями нескульптурированы; наличник спереди сильно выемчатый; лобная линия полная и разделена на две ветви перед передним оцеллием. Пронотум блестящий, сильно скульптурирован поперечными килями, пересечён двумя сильными поперечными вдавлениями; диск горбатый; задний бугорок отсутствует; диск очень горбатый; пронотальный бугорок не достигает тегула. Скутум и щитик блестящие, сильно скульптурированы многочисленными параллельными продольными килями. Нотаули не выделяются среди продольных килей. Метанотум очень волосистый, шершавый. Проподеум сетчато-шершавый, без поперечного киля между дорсальной и задней поверхностью; задняя поверхность с двумя продольными килями. 
Переднее крыло пересечено одной тёмной поперечной полосой под птеростигмой; дистальная часть стигмальной жилки длиннее проксимальной (29:19); краевая ячейка открыта. Передние голени примерно вдвое длиннее протрохантера (41:22). Сегменты передних лапок в следующих пропорциях: 45:7:19:35:60. Увеличенный коготь с двумя субапикальными зубцами и одним рядом из примерно 25 ламелл. Сегмент 5 протарсуса с двумя рядами около 54 ламелей; дистальная вершина из примерно 30 ламелл. Средние ноги с одной шпорой (формула шпор: 1/1/2). Крылья в своём основании имеют 3 замкнутые ячейки (C, R, 1Cu). Нижнечелюстные щупики состоят из 6, а нижнегубные — из 3 члеников (формула щупиков: 6,3). Предположительно, как и другие виды своего рода эктопаразитотиды и хищники цикадок. У самок на передних лапках есть клешня для удерживания цикадок, в тот момент, когда они их временно парализуют и откладывают свои яйца. На коготке клешни имеется одна длинная щетинка. Вид был впервые описан в 1991 году. Включён в 3-ю видовую группу Dryinus. Валидный статус был подтверждён в 2014 году в ходе обзора фауны Неотропики итальянским гименоптерологом Массимо Ольми (Massimo Olmi; Tropical Entomology Research Center, Витербо, Италия) и аргентинским энтомологом Эдуардо Вирла (Eduardo Virla; CONICET, Inst. of Entomology, Fund. M. Lillo, Сан-Мигель-де-Тукуман, Тукуман, Аргентина).